# Hilara macedoniaensis
Hilara macedoniaensis är en tvåvingeart som beskrevs av Yang, Zhang och Zhang 2007. Hilara macedoniaensis ingår i släktet Hilara och familjen dansflugor.
Artens utbredningsområde är Nordmakedonien. Inga underarter finns listade i Catalogue of Life.